# Roermolen
Die Roermolen ist eine ehemals am Rodebach gelegene Wassermühle mit einem unterschlächtigen Wasserrad in Jabeek in der niederländischen Gemeinde Beekdaelen.

## Geografie
Die Roermolen hat ihren Standort auf der linken Bachseite am Molenweg im Ortsteil Jabeek in der Gemeinde Beekdaelen (bis 2018 Onderbanken), in der niederländischen Provinz Limburg. Sie ist die einzige Mühle am Rodebach, die nicht auf deutschem Gebiet steht. Das Gelände, auf dem das Mühlengebäude steht, hat eine Höhe von ca. 55 m über NN. Nachbarmühlen sind oberhalb die Etzenrather Mühle, unterhalb schließt sich die Ingentaler Mühle in der Gemeinde Selfkant an.

## Gewässer
Der Rodebach versorgte bis in das letzte Jahrhundert vierzehn Mühlen mit Wasser. Der Bach beginnt an einem Rückhaltebecken in der Nähe von Siepenbusch in der Stadt Übach-Palenberg in einer Höhe von 105 m über NN. Bis zur Mündung in die Geleenbeek bei Oud-Roosteren in den Niederlanden hat der Rodebach eine Länge von 28,9 km. Die Mündungshöhe beträgt 29 m über NN. Die Pflege und Unterhaltung des Rodebachs und seiner Nebenbäche unterliegt den jeweiligen, anliegenden Städten und Gemeinden. → Siehe auch Rodebach

## Geschichte
Die Roermolen ist die einzige der vierzehn Mühlen am Rodebach, die heute auf niederländischem Gebiet steht. Sie wurde auch wegen ihres nahen Standortes zum Ort Jabeek die „Jabecker Mühle“ genannt. Im Protokoll über den Lemitengang 1492 ist „Roers“ als ein topographischer Punkt westlich der Etzenrather Mühle angegeben. 1690 gibt es im Gangelter Kirchenbuch einen Eintrag, wonach Lambert Lamberts in der „Ritzrohr mühl“ ein Sohn geboren wurde.
Das heutige denkmalgeschützte Gebäude zeigt auf der Giebelbemalung neben einem Mühlenkarren die Jahreszahl 1794. Auf dem Hof befinden sich noch mehrere Mühlsteine einer Mahl- und einer Ölmühle vom Kollergang. Die Mühleneinrichtung ist nicht mehr vorhanden. Der Mahlbetrieb wurde mit dem Zweiten Weltkrieg eingestellt.

## Galerie

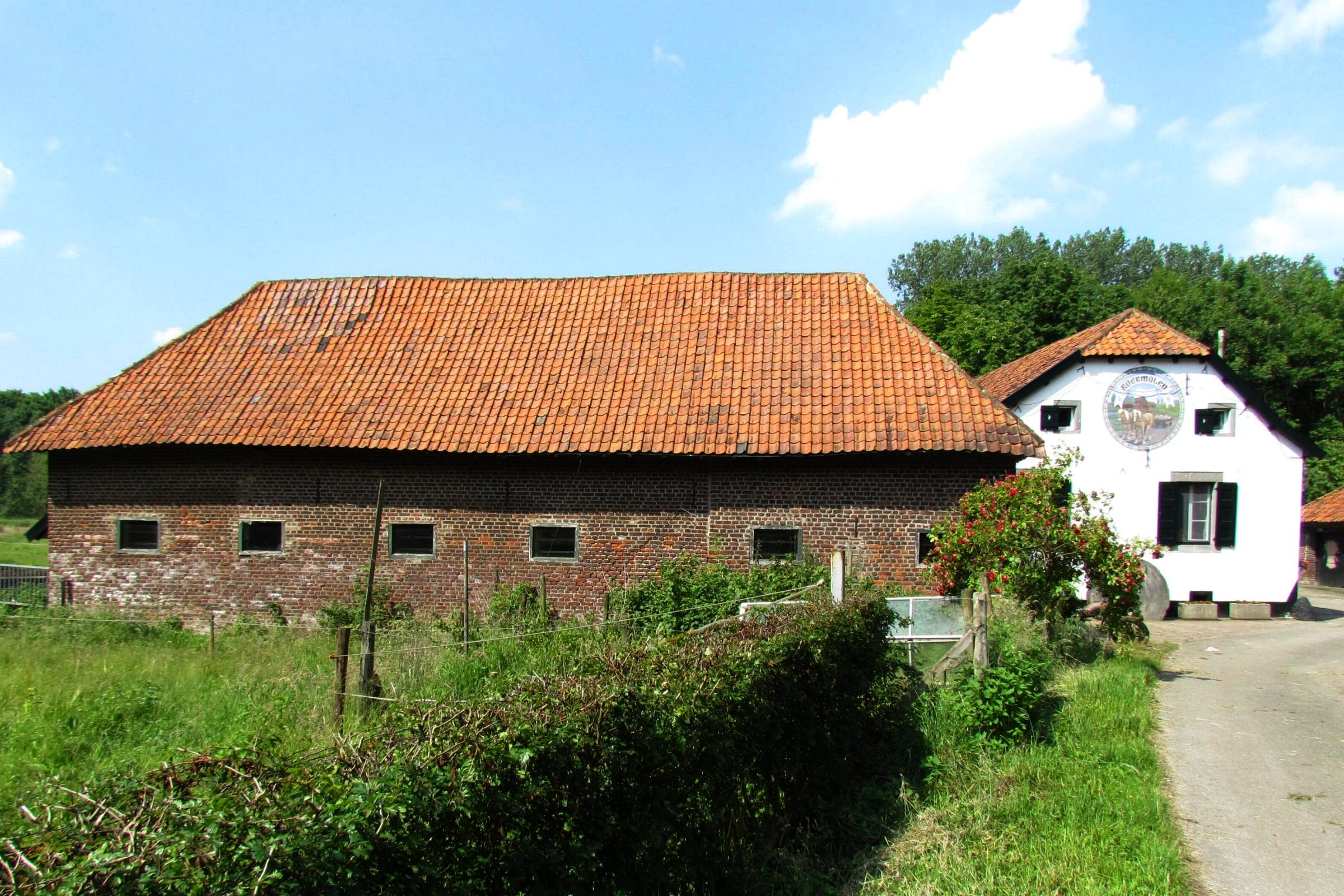
Wohn- und Wirtschaftsgebäude Roermolen
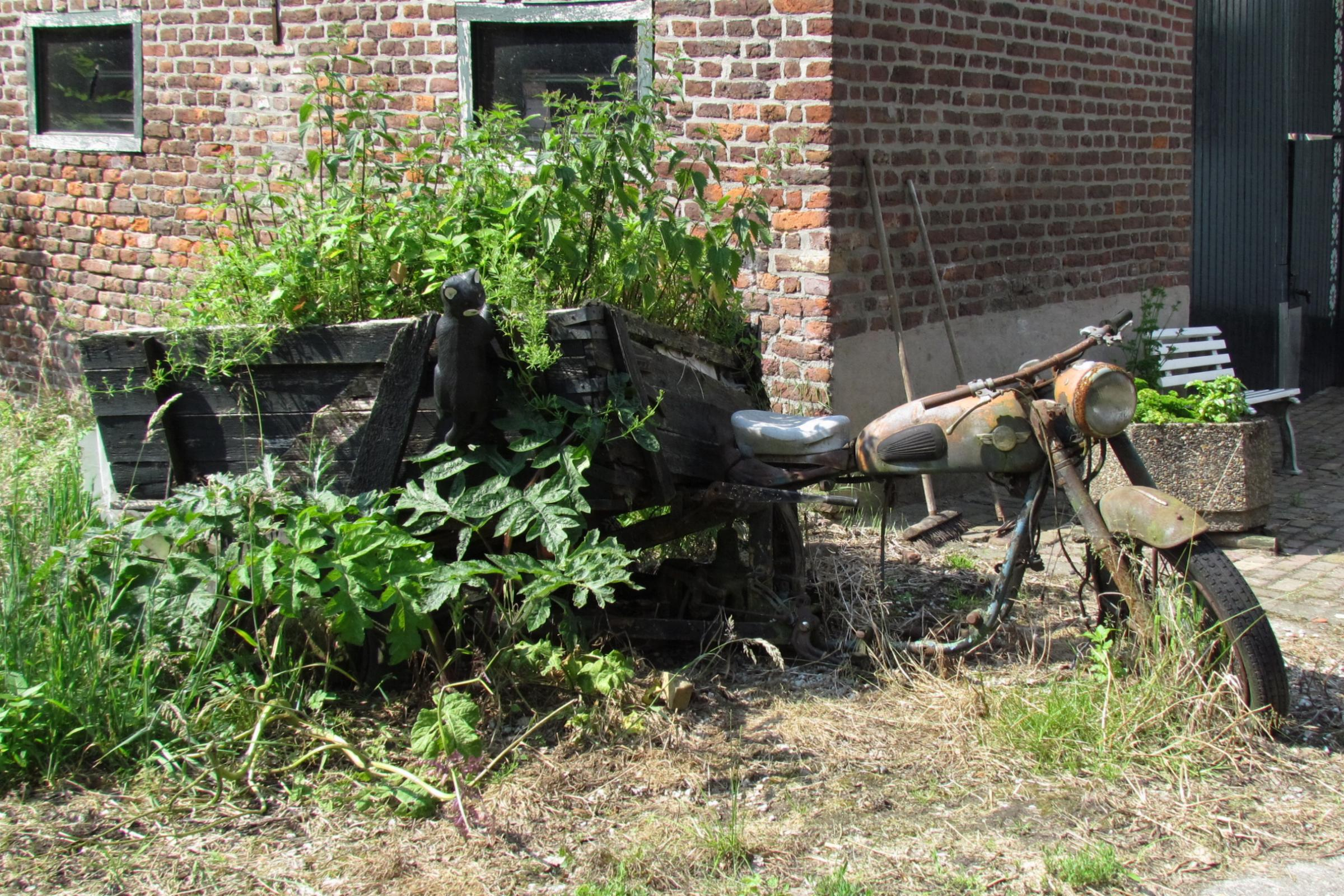
Mühlenfahrzeug aus alter Zeit
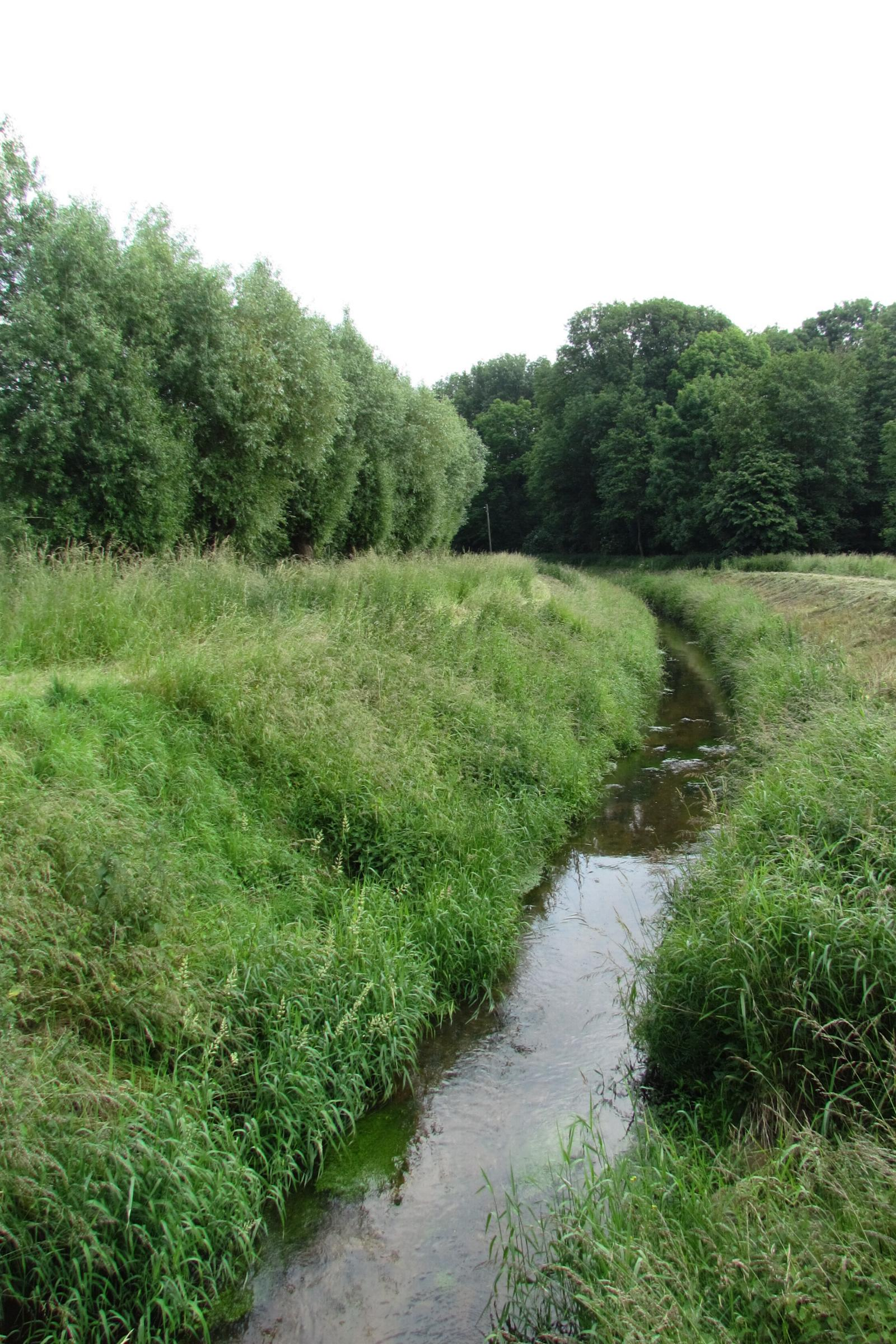
Rodebach in der Nähe der Roermolen
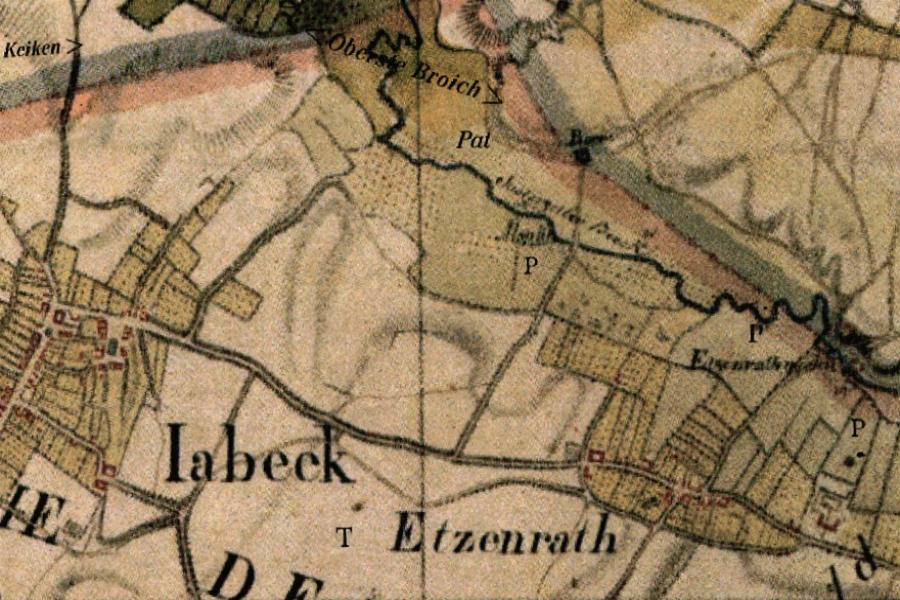
Tranchotkarte 1804/05